# Мароховская, Алеся Алексеевна
Але́ся Алексе́евна Марохо́вская (род. 1 апреля 1995, Магадан, Россия) — российская журналистка-расследовательница. Главный редактор издания «Важные истории» (2024—н. в.).

## Биография
В 2012 году окончила гимназию имени академика Н. Г. Басова при Воронежском государственном университете.
В 2016 году окончила бакалавриат факультета коммуникаций, медиа и дизайна Высшей школы экономики по направлению «Журналистика», тема выпускной работы — «Тема религии в советских и российских СМИ и на зарубежном радио в 1960—1970-е и 2012—2015 гг.».
В 2018 году там же окончила магистерскую программу «Журналистика данных», тема выпускной работы — «„Скрытые холдинги“ среди поставщиков государственных структур».
Проходила стажировку в российском отделении международной организации «Transparency International», в результате которой приняла решение заниматься расследовательской журналистикой.
В 2018—2020 годах работала в дата-отделе «Новой газеты». Одновременно сотрудничала с коллективом исследователей и журналистов-расследователей Центра по исследованию коррупции и организованной преступности (OCCRP).
С 2020 года работает в издании «Важные истории». Сначала была редактором дата-отдела, с 2024 года является главным редактором.
20 августа 2021 года Министерство юстиции РФ внесло в реестр СМИ — «иностранных агентов» Мароховскую, а также юридическое лицо Istories fonds, зарегистрированное в Латвии и издающее «Важные истории», и ещё пятерых журналистов издания.

## Награды
- Март 2019 — премия «Редколлегия» (совместно с Алисой Кустиковой, Олесей Шмагун, Ириной Долининой) за статью «Кошелёк российской элиты Как устроена офшорная империя „Тройки Диалог“. Расследование OCCRP»[7] (Meduza).
- Сентябрь 2019 — премия «Редколлегия» (совместно с Ириной Долининой) за статью «„Я тебя и убью“ Как в России смягчают наказания за истязания и убийства детей в семьях и почему виновных нередко просто отпускают»[8] («Новая газета»).
- Февраль 2021 — премия «Редколлегия» (совместно с Иваном Голуновым) за статью «„Я свидетель!“ Кто помогает полицейским фальсифицировать уголовные дела за наркотики»[9] («Важные истории» и Meduza).
- Июнь 2021 — премия Европейской прессы[англ.] за расследование «Кирилл и Катя: любовь, разлука, офшоры и неограниченный ресурс. История самой тайной пары России»[10] (совместно с Романом Аниным, Ириной Долининой, Романом Шлейновым, Олесей Шмагун, Соней Савиной, Микой Великовским) в номинации расследования («Важные истории»)[3].
- Ноябрь 2021 — премия «Редколлегия» (совместно с Екатериной Бонч-Осмоловской) за статью «Как пропагандисты нагнетают ненависть к мигрантам, а МВД обвиняет в этом „иноагентов“»[11] («Важные истории» и «Новая газета»).
- Апрель 2022 — The Sigma Awadrs 2022 (совместно с дата-отделом «Важных историй») в номинации «портфолио»[12].